# ИТ-евангелист
ИТ-евангелист (англ. Technology evangelist, ИТ-проповедник) — специалист, профессионально занимающийся пропагандой в сфере информационных технологий. Как правило, это человек, который аккумулирует вокруг себя некоторую массу людей с целью создания целевой аудитории для продвижения продукта на рынке и утверждения его как технологического стандарта, с возможностью возникновения сетевого эффекта. Профессиональных ИТ-евангелистов нанимают фирмы для продвижения собственной технологии или продукта и последующей фиксации на рынке как стандарта или бренда. Чаще всего ИТ-евангелисты продвигают что-то, исходя из собственного интереса.
ИТ-евангелисты могут работать как официально, так и неофициально, от имени компаний или организаций либо  как независимые или открытые источники продвижения, то есть на индивидуальной основе. ИТ-евангелист продвигает технологии и продукты путём написания статей, ведения блогов, проведения семинаров и вебинаров, демонстраций и презентаций, ведения переговоров. Само слово «евангелист» заимствовано из религиозной лексики, потому что используются сходные инструменты представления и распространения информации, основанные на идеологии и формировании сообщества сторонников.
Эта специальность требует как навыков продаж и владения технологиями продвижения товаров или услуг, так и умения убеждать потенциального покупателя или пользователя, изменяя его взгляды и убеждая переходить от старых стандартов к новым.

## История
Одним из первых IT-евангелистов считают Гая Кавасаки, который и ввёл этот термин в оборот в тот период, когда отвечал в компании Apple за продвижение компьютеров Macintosh.
В России первая официальная публичная вакансия IT-евангелиста появилась в 2011 году на портале HeadHunter.

## Возможные направления деятельности евангелиста
Евангелизм платформ — это одна из целей пропаганды технологий, при которой поставщик платформы (экосистемы) пытается ускорить производство дополнительных товаров независимыми разработчиками (например, в первые годы своего существования Facebook работал над созданием экосистемы сторонних разработчиков, поощряя их создавать игры или разрабатывать мобильные приложения, которые могут улучшить взаимодействие пользователей с Facebook).
Профессиональные евангелисты технологий часто нанимаются фирмами, стремящимися сделать свои технологии фактическими стандартами. Их работа может также включать в себя обучение персонала, включая топ-менеджеров, с тем чтобы они приобрели навыки и компетенции, необходимые для внедрения новых технологий или новых технологических инициатив. Бывают даже случаи, когда технологическая евангелизация становится частью управленческой должности.
С другой стороны, евангелисты открытого исходного кода действуют независимо. Евангелисты также участвуют в определении открытых стандартов. Непрофессиональные евангелисты технологий могут действовать из альтруизма или собственных интересов (например, чтобы получить преимущества раннего внедрения или сетевого эффекта) There are even instances when technology evangelism becomes an aspect of a managerial position..